# Стрельнинский циклодром
Стрельнинский циклодром — существовал в пригороде Санкт-Петербура, у Стрельни на рубеже XIX и XX веков. Циклодром располагался в 100 метрах на юге от пересечения бывшего Нарвского и Волховского шоссе. Циклодром был построен в 1895 году Обществом стрельнинских велосипедистов-любителей рядом ср Стрельной, в немецкой Нижней колонии. Длинна дорожки составляла 340 метров с крутыми виражами под углом более 30 градусов у наружного края.
Велосипедные гонки приобрели большую популярность. В свободные от велосипедных гонок дни, на территории циклодрома устраивали футбольные матчи. Рядом при циклодроме устроили павильон для лаун-тенниса и первый загородный скетинг-ринг, где также устраивались соревнования на роликовых коньках. Циклодром стал культурным центром южных пригородов Санкт-Петербурга, где жило много дачников — представителей городской интеллигенции. Рядом с циклодромом также были возведены здание для танцевальных вечеров, собраний и театр.
Современники замечали, что у Стрельнинского циклодрома не ощущалось такого спортивного духа, как например у Царскосельского, его посетители больше интересовались флиртом и танцами. Тем не менее спортивные соревнования привлекали массовую публику, в том числе и представителей высшего света. Здесь также периодические велогонки и легкоатлетические соревнования устраивал Петербуржский кружок любителей спорта, на тот момент сильнейшая спортивная команда. 
|                                                                     |  |  |
| Открытие циклодрома, старт гонок, велосипедисты у буфета циклодрома |  |  |